# Brignais
Brignais település Franciaországban, Rhône megyében. Lakosainak száma 12 330 fő (2022. január 1.). Brignais Chaponost, Soucieu-en-Jarrest, Saint-Genis-Laval, Vourles és Orliénas községekkel határos.

## Népesség
A település népességének változása:
| Lakosok száma | 11 429 | 11 327 | 11 442 | 11 434 | 11 697 | 12 097 | 12 403 | 12 388 | 12 330 |
|               | 2013   | 2015   | 2016   | 2017   | 2018   | 2019   | 2020   | 2021   | 2022   |